# Craménil
Craménil é uma comuna francesa na região administrativa da Normandia, no departamento Orne. Estende-se por uma área de 8,16 km². Em 2010 a comuna tinha 145 habitantes (densidade: 17,8 hab./km²).